# Plivanje na OI 1964.

## Pojedinačna natjecanja

### 100 m slobodno
| Mjesto | Država                 | Plivač             | Vrijeme |
| ------ | ---------------------- | ------------------ | ------- |
| 1.     | SAD                    | Donald Schollander | 53,4 s  |
| 2.     | Ujedinjeno Kraljevstvo | Robert McGregor    | 53,5 s  |
| 3.     | Njemačka               | Hans-Joachim Klein | 54,0 s  |

| Mjesto | Država     | Plivačica      | Vrijeme    |
| ------ | ---------- | -------------- | ---------- |
| 1.     | Australija | Dawn Fraser    | 59,5 s     |
| 2.     | SAD        | Sharon Stouder | 59,9 s     |
| 3.     | SAD        | Kathleen Ellis | 1:00,8 min |

### 400 m slobodno
| Mjesto | Država                 | Plivač             | Vrijeme    |
| ------ | ---------------------- | ------------------ | ---------- |
| 1.     | SAD                    | Donald Schollander | 4:12,2 min |
| 2.     | Njemačka               | Frank Wiegand      | 4:14,9 min |
| 3.     | Ujedinjeno Kraljevstvo | Allan Wood         | 4:15,1 min |

| Mjesto | Država | Plivačica          | Vrijeme    |
| ------ | ------ | ------------------ | ---------- |
| 1.     | SAD    | Virginia Duenkel   | 4:43,3 min |
| 2.     | SAD    | Marilyn Ramenofsky | 4:44,6 min |
| 3.     | SAD    | Terri Stickles     | 4:47,2 min |

### 1500 m + 800 m slobodno
| \| Mjesto \| Država \| Plivač \| Vrijeme \| \| ------ \| ---------------------- \| ------------- \| ----------- \| \| 1. \| Australija \| Robert Windle \| 17:01,7 min \| \| 2. \| SAD \| John Nelson \| 17:03,0 min \| \| 3. \| Ujedinjeno Kraljevstvo \| Allan Wood \| 17:07,7 min \| | Natjecanje nije bilo u programu OI. |               |             |
| Mjesto | Država                              | Plivač        | Vrijeme     |
| 1. | Australija                          | Robert Windle | 17:01,7 min |
| 2. | SAD                                 | John Nelson   | 17:03,0 min |
| 3. | Ujedinjeno Kraljevstvo              | Allan Wood    | 17:07,7 min |

### Leđni stil
| Mjesto | Država | Plivač         | Vrijeme    |
| ------ | ------ | -------------- | ---------- |
| 1.     | SAD    | Jed Graef      | 2:10,3 min |
| 2.     | SAD    | Gary Dilley    | 2:10,5 min |
| 3.     | SAD    | Robert Bennett | 2:13,1 min |

| Mjesto | Država    | Plivačica        | Vrijeme    |
| ------ | --------- | ---------------- | ---------- |
| 1.     | SAD       | Cathy Ferguson   | 1:07,7 min |
| 2.     | Francuska | Christine Caron  | 1:07,9 min |
| 3.     | SAD       | Virginia Duenkel | 1:08,0 min |

### Prsni stil
| Mjesto | Država     | Plivač             | Vrijeme    |
| ------ | ---------- | ------------------ | ---------- |
| 1.     | Australija | Ian O’Brien        | 2:27,8 min |
| 2.     | SSSR       | Georgi Prokopenko  | 2:28,2 min |
| 3.     | SAD        | Chester Jastremski | 2:29,6 min |

| Mjesto | Država | Plivačica              | Vrijeme    |
| ------ | ------ | ---------------------- | ---------- |
| 1.     | SSSR   | Galina Prozumenščikova | 2:46,4 min |
| 2.     | SAD    | Claudia Kolb           | 2:47,6 min |
| 3.     | SSSR   | Swetlana Babanina      | 2:48,6 min |

### Leptir stil
| Mjesto | Država     | Plivač       | Vrijeme    |
| ------ | ---------- | ------------ | ---------- |
| 1.     | Australija | Kevin Berry  | 2:06,6 min |
| 2.     | SAD        | Carl Robie   | 2:07,5 min |
| 3.     | SAD        | Fred Schmidt | 2:09,3 min |

| Mjesto | Država     | Plivačica      | Vrijeme    |
| ------ | ---------- | -------------- | ---------- |
| 1.     | SAD        | Sharon Stouder | 1:04,7 min |
| 2.     | Nizozemska | Ada Kok        | 1.05,6 min |
| 3.     | SAD        | Kathleen Ellis | 1:06,0 min |

### 400 m mješovito
| Mjesto | Država   | Plivač       | Vrijeme    |
| ------ | -------- | ------------ | ---------- |
| 1.     | SAD      | Richard Roth | 4:45,4 min |
| 2.     | SAD      | Roy Saari    | 4:47,1 min |
| 3.     | Njemačka | Gerhard Hetz | 4:51,0 min |

| Mjesto | Država | Plivačica       | Vrijeme    |
| ------ | ------ | --------------- | ---------- |
| 1.     | SAD    | Donna de Varona | 5:18,7 min |
| 2.     | SAD    | Sharon Finneran | 5:24,1 min |
| 3.     | SAD    | Martha Randall  | 5.24,2 min |

## Štafetna natjecanja

### 4x100 m slobodno
| Mjesto | Država     | Plivači                                                     | Vrijeme    |
| ------ | ---------- | ----------------------------------------------------------- | ---------- |
| 1.     | SAD        | Stephen Clark Michael Austin Gary Ilman Donald Schollander  | 3:33,2 min |
| 2.     | Njemačka   | Horst Löffler Frank Wiegand Uwe Jacobsen Hans-Joachim Klein | 3:37,2 min |
| 3.     | Australija | David Dickson Peter Doak John Ryan Robert Windle            | 3:39,1 min |

| Mjesto | Država     | Plivačice                                                                        | Vrijeme    |
| ------ | ---------- | -------------------------------------------------------------------------------- | ---------- |
| 1.     | SAD        | Sharon Stouder Donna de Varona Lillian Watson Kathleen Ellis                     | 4:03,8 min |
| 2.     | Australija | Robyn Thorn Janice Murphy Lynette Bell Dawn Fraser                               | 4:06,9 min |
| 3.     | Nizozemska | Paulina van der Wildt Catharina Beumer Wilhelmina van Weerdenburg Erica Terpstra | 4:12,0 min |

### 4x200 m slobodno
| \| Mjesto \| Država \| Plivači \| Vrijeme \| \| ------ \| -------- \| ------------------------------------------------------------------ \| ---------- \| \| 1. \| SAD \| Stephen Clark Roy Saari Gary Ilman Donald Schollander \| 7:52,1 min \| \| 2. \| Njemačka \| Horst-Günther Gregor Gerhard Hetz Frank Wiegand Hans-Joachim Klein \| 7:59,3 min \| \| 3. \| Japan \| Makoto Fukui Kunihiro Iwasaki Toshio Shōji Yukiaki Okabe \| 8:03,8 min \| | Natjecanje nije bilo u programu OI. |                                                                    |            |
| Mjesto | Država                              | Plivači                                                            | Vrijeme    |
| 1. | SAD                                 | Stephen Clark Roy Saari Gary Ilman Donald Schollander              | 7:52,1 min |
| 2. | Njemačka                            | Horst-Günther Gregor Gerhard Hetz Frank Wiegand Hans-Joachim Klein | 7:59,3 min |
| 3. | Japan                               | Makoto Fukui Kunihiro Iwasaki Toshio Shōji Yukiaki Okabe           | 8:03,8 min |

### 4x100 m mješovito
| Mjesto | Država     | Plivači                                                                      | Vrijeme    |
| ------ | ---------- | ---------------------------------------------------------------------------- | ---------- |
| 1.     | SAD        | Harold Mann William Craig Frederick Schmidt Stephen Clark                    | 3:58,4 min |
| 2.     | Njemačka   | Ernst Joachim Küppers Egon Henninger Horst-Günther Gregor Hans-Joachim Klein | 4:01,6 min |
| 3.     | Australija | Peter Reynolds Ian O’Brien Kevin Berry David Dickson                         | 4:02,3 min |

| Mjesto | Država     | Plivačice                                                              | Vrijeme    |
| ------ | ---------- | ---------------------------------------------------------------------- | ---------- |
| 1.     | SAD        | Cathy Ferguson Cynthia Goyette Sharon Stouder Kathleen Ellis           | 4:28,3 min |
| 2.     | Nizozemska | Kornelia Winkel Clena Bimolt Ada Kok Erica Terpstra                    | 4:30,0 min |
| 3.     | SSSR       | Tatjana Saweljewa Swetlana Babanina Tatjana Dewjatowa Natalja Ustinowa | 4:36,4 min |